# Três Arroios
Três Arroios är en kommun i Brasilien.   Den ligger i delstaten Rio Grande do Sul, i den södra delen av landet, 1 400 km söder om huvudstaden Brasília. Antalet invånare är 2 855.
Omgivningarna runt Três Arroios är en mosaik av jordbruksmark och naturlig växtlighet. Runt Três Arroios är det ganska glesbefolkat, med 25 invånare per kvadratkilometer.